# Larservaart
De Larservaart is een kanaal in Flevoland. Het deel ten zuiden van het Larserbos wordt Larsertocht genoemd. Het kanaal verbindt het Gelderse Diep en de Lage Vaart  in Lelystad met de Hoge Vaart. Het Flevolandschap en Waterschap Zuiderzeeland hebben langs de Larservaart leef- en broedgebieden voor amfibieën, vissen en vogels gemaakt.
Langs het kanaal stond ter hoogte van de Meerkoetenweg tot 1995 de graansilo "Larservaart". De vaart is genoemd naar het geplande, niet gerealiseerde dorp Larsen (Flevoland).